# Somatochlora shanxiensis
Somatochlora shanxiensis is een libellensoort uit de familie van de glanslibellen (Corduliidae), onderorde echte libellen (Anisoptera).
De wetenschappelijke naam van de soort is voor het eerst geldig gepubliceerd in 1999 door Zhu & Zhang.